# Airspeed Oxford
Airspeed AS.10 Oxford – brytyjski wojskowy samolot treningowy i lekki samolot transportowy z okresu drugiej wojny światowej

## Historia

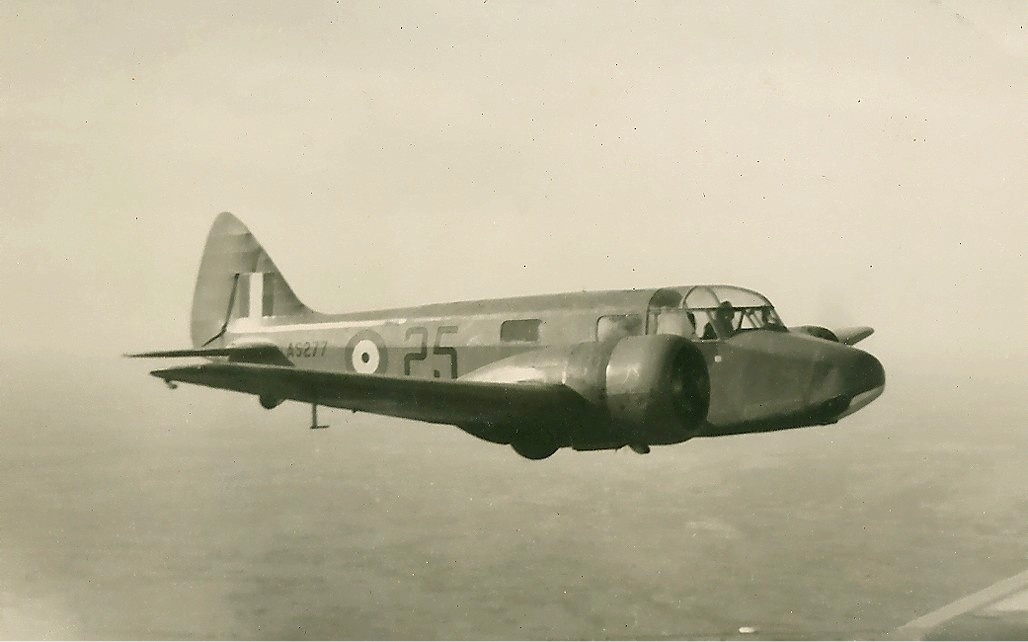
Airspeed Oxford w locie, 1942

Dowództwo RAF-u w 1937 roku zwróciło się do wytwórni lotniczej Airspeed Ltd. z Yorku o zbudowanie nowego samolotu treningowego przystosowanego do szkolenia załóg samolotów bombowych w nawigacji, bombardowania, radiotelegrafistów i współpracy z wojskami lądowymi, a w późniejszym okresie także strzelców pokładowych.
Konstrukcję samolotu, który otrzymał oznaczenie Airspeed AS.10 Oxford, oparto na budowanym w wytwórni samolocie Airspeed AS.6 Envoy, który już wcześniej, na zamówienie lotnictwa RPA, przystosowano do szkolenia załóg.
Pierwszy prototyp samolotu Airspeed AS.10 Oxford oblatano 19 czerwca 1937 roku. Od razu potwierdził on swoją przydatność w szkoleniu załóg samolotów bombowych. W związku z tym w 1938 roku rozpoczęto jego produkcję seryjną, która trwała do roku 1945.
Airspeed AS.10 Oxford budowany był w następujących wersjach:
- Oxford Mk I – wersja podstawowa samolotu szkolnego używanego w RAF-ie
- Oxford Mk II – wersja z wieżyczką na grzbiecie z karabinem maszynowym do szkolenia strzelców pokładowych
- Oxford Mk III – wersja z silnikiem Armstrong-Siddeley Cheetah XV, przystosowana do szkolenia nawigatorów i radiotelegrafistów
- Oxford Mk IV – wersja do prób silników De Havilland Gipsy Queen IV
- Oxford Mk  V – wersja z silnikami Pratt & Whitney R-985 o mocy 450 KM
- Oxford T.II – wersja transportowa samolotu Oxford Mk I
- Consul – wersja cywilnego samolotu pasażerskiego (6-miejscowy)

W latach 1938–1945 zbudowano 8751 sztuk wszystkich wersji.

## Służba w lotnictwie

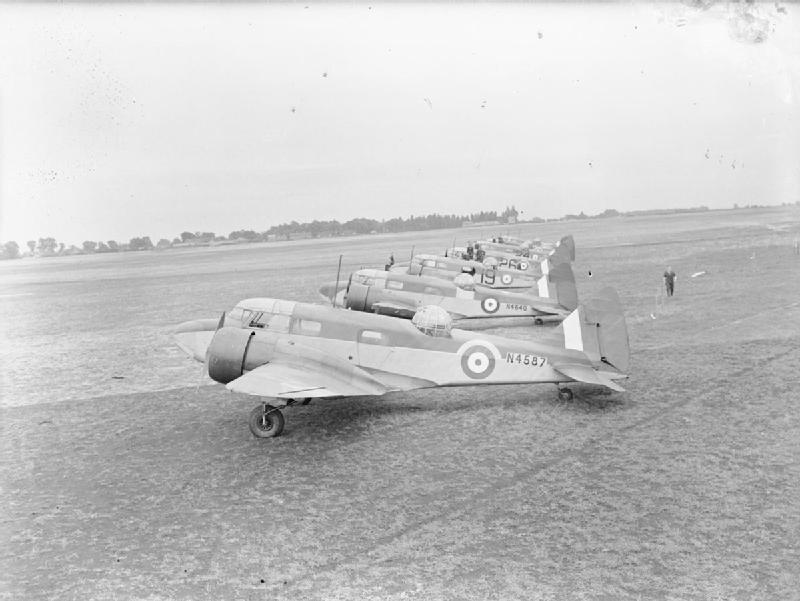
Airspeed Oxford na lotnisku

Airspeed AS.10 Oxford od 1938 roku był systematycznie wprowadzany do szkół lotniczych RAF-u szkolących nawigatorów, radiotelegrafistów i strzelców pokładowych. Na początku 1940 roku był podstawowym samolotem szkolnym w tych placówkach.
Po wybuchu drugiej wojny światowej samoloty tego typu otrzymały szkoły lotnicze państw należących do Brytyjskiej Wspólnoty Narodów, a później także lotnictwo Stanów Zjednoczonych i lotnictwo Wolnej Francji. Po zakończeniu drugiej wojny światowej samoloty tego typu otrzymały Grecja i Holandia.

## Wypadki
W 1941 na takim samolocie zaginęła Amy Johnson.

## Opis konstrukcji
Samolot Airspeed AS.10 Oxford to dwusilnikowy, dolnopłat o konstrukcji mieszanej, kabiny zakryte, podwozie wciągane w locie. Napęd: dwa silniki gwiazdowe umieszczone w gondolach na skrzydłach